# (100726) Marcoiozzi
(100726) Marcoiozzi es un asteroide perteneciente al cinturón de asteroides descubierto el 25 de enero de 1998 por Maura Tombelli y el también astrónomo Andrea Boattini desde la Estación de la Cima Ekar, Asiago, Italia.

## Designación y nombre
Designado provisionalmente como 1998 BY43. Debe su nombre a Marco Iozzi, miembro del equipo de astrometría del Observatorio Astronómico Beppe Forti en Montelupo Fiorentino.

## Características orbitales
Marcoiozzi está situado a una distancia media del Sol de 2,766 ua, pudiendo alejarse hasta 3,271 ua y acercarse hasta 2,262 ua. Su excentricidad es 0,182 y la inclinación orbital 10,46 grados. Emplea 1680,98 días en completar una órbita alrededor del Sol.

## Características físicas
La magnitud absoluta de Marcoiozzi es 15,1. 